# Léon Semmeling
Léon Joseph Semmeling (født 4. januar 1940 i Moelingen, Belgien, død 14. marts 2024) var en belgisk fodboldspiller (midtbane).
Semmeling tilbragte hele sin aktive karriere, fra 1959 til 1974, hos Standard Liège i hjemlandet. Her var han med til at vinde hele fem belgiske mesterskaber. (1961, 1963, 1969, 1970 og 1971).
Semmeling spillede desuden 35 kampe og scorede to mål for det belgiske landshold. Han repræsenterede sit land ved VM i 1970 i Mexico, hvor han spillede alle sit holds tre kampe. To år senere var han med til at vinde bronze ved EM i 1972 på hjemmebane.